# Ramiro Cortés
Ramiro P. Cortés Molteni (local desconhecido, 1931 (94 anos)) é um basquetebolista uruguaio que integrou a Seleção Uruguaia que conquistou a Medalha de Bronze disputada nos XVI Jogos Olímpicos de Verão de 1956 realizados em Melbourne, Austrália.